# Осада Гранвиля
Осада Гранвиля (фр. Siège de Granville) — одно из сражений Вандейской войны. 14-15 ноября 1793 года вандейские повстанцы безуспешно пытались захватить обороняемый республиканским гарнизоном город и порт Гранвиль.
После побед при Антрамме и Фужере в стане вандейских повстанцев поползли слухи, что если им удастся захватить какой-либо порт на берегу Ла-Манша, то на помощь придут англичане. Изначально целью был захват Сен-Мало, но в итоге было выбрано предложение атаковать менее защищенный порт Гранвиль.
14 ноября вандейские войска численностью 25 000 человек достигли окрестностей города. Гранвиль защищали 5500 человек под командованием представителя в миссии (комиссара) Жана-Батиста Ле Карпентье, а также генералов Пейра и Вашо.
После отклонения предложения о капитуляции вандейцы пошли в атаку и быстро захватили всё предместье Сент-Антуан. Отступившие республиканцы укрылись в укрепленном районе Верхнего города. Однако вандейцы не могли проникнуть в крепость, так как у них не было осадных машин, кроме нескольких слишком коротких лестниц. Ночью по приказу Пейра и Ле Карпентье небольшая группа республиканских солдат вышла из крепости и, воспользовавшись темнотой, подожгла дома, в которых ночевали вандейцы. Огонь быстро уничтожил всё предместье.
Утром вандейцы предприняли вторую попытку штурма. Во главе с Ларошжакленом, воспользовавшись отливом, они разделились на две группы и обошли укрепления. Первая группа, самая большая, атаковала стены, вторая обошла республиканцев сзади, на севере. Их остановили две республиканские канонерки, прибывшие из Сен-Мало. Тем не менее, небольшой группе шуанов удалось ворваться в крепость. Однако внезапно в их рядах раздались крики: «Измена!» Крик, вероятно, был поднят республиканскими шпионами, чтобы вызвать замешательство. В рядах роялистов воцарилась паника, и они бежали. Атака провалилась. Из-за отсутствия контакта с английским флотом (который находился довольно близко, у острова Джерси, но не знал об осаде) Ларошжаклен решил отказаться от продолжения атак и увел свою армию в Авранш.
Победа стала решающей для республиканцев. Удалось предотвратить соединение вандейских и шуанских частей, с одной стороны, с английскими войсками и флотом, с другой. Хотя Ларошжаклен принял решение двинуться на Шербур, однако основная часть армии, оставшаяся в Авранше, отказалась следовать за ним и идти дальше на север, и, следуя увещеваниям аббата Рабина, вандейцы сделали разворот в направлении юга с твердым намерением вернуться в Вандею. Ларошежаклен был вынужден следовать за ними.